# ORP Wilk (1929)
| «Вілк»                                                                              | «Вілк» | «Вілк» |
| ----------------------------------------------------------------------------------- | --- | --- |
| ORP Wilk                                                                            | | |
|                                                                                     | | |
| Польський підводний мінний загороджувач «Вілк». 11 листопада 1940                   | | |
| Верф                                                                                | Chantiers et Ateliers Augustin Normand, Гавр                                                                                     | Chantiers et Ateliers Augustin Normand, Гавр                                                                                     |
| Під прапором                                                                        | Польща | Польща |
| Належність                                                                          | Військово-морські сили Польщі | Військово-морські сили Польщі |
| Порт приписки                                                                       | Гдиня | Гдиня |
| Закладений                                                                          | 1927 | 1927 |
| Спуск на воду                                                                       | 12 квітня 1929 | 12 квітня 1929 |
| Введений до складу флоту                                                            | 31 жовтня 1931 | 31 жовтня 1931 |
| Виведений зі складу флоту                                                           | 1953 | 1953 |
| На службі                                                                           | 1931–1953 | 1931–1953 |
| Сучасний статус                                                                     | у 1954 році розібраний на брухт                                                                                                  | у 1954 році розібраний на брухт                                                                                                  |
| Бойовий досвід                                                                      | Друга світова війна Польська кампанія Кампанія на Балтійському морі Битва за Атлантику                                           | Друга світова війна Польська кампанія Кампанія на Балтійському морі Битва за Атлантику                                           |
| Проєкт                                                                              | | |
| Тип ПЧ                                                                              | підводний мінний загороджувач | підводний мінний загороджувач |
| Основні характеристики                                                              | | |
| Швидкість (надводна)                                                                | 14,5 вузлів (26,9 км/год) | 14,5 вузлів (26,9 км/год) |
| Швидкість (підводна)                                                                | 9,5 вузлів (17,7 км/год) | 9,5 вузлів (17,7 км/год) |
| Робоча глибина занурення                                                            | 80 м | 80 м |
| Гранична глибина занурення                                                          | 100 м | 100 м |
| Дальність плавання                                                                  | 3500 миль (6 500 км) на швидкості 10 вузлах (надводна) 100 морських миль (180 км) на швидкості 5 вузлах (у підводному положенні) | 3500 миль (6 500 км) на швидкості 10 вузлах (надводна) 100 морських миль (180 км) на швидкості 5 вузлах (у підводному положенні) |
| Автономність плавання                                                               | 40 діб | 40 діб |
| Екіпаж                                                                              | 46-54 офіцери та матроси | 46-54 офіцери та матроси |
| Розміри                                                                             | | |
| Довжина найбільша (по КВЛ)                                                          | 78,5 м | 78,5 м |
| Ширина корпусу найб.                                                                | 5,9 м | 5,9 м |
| Середня осадка (по КВЛ)                                                             | 4,2 м | 4,2 м |
| Водотоннажність надводна                                                            | 980 тонни | 980 тонни |
| Силова установка                                                                    | | |
| Дизель-електрична: 2 дизельні двигуни Normand Vickers 2 електродвигуни SACM Belfort | | |
| Гвинти                                                                              | 2 | 2 |
| Потужність                                                                          | 1800 к.с. (дизелі) 1200 к.с. (електродвигуни)                                                                                    | 1800 к.с. (дизелі) 1200 к.с. (електродвигуни)                                                                                    |
| Озброєння                                                                           | | |
| Артилерія                                                                           | 1 × 100-мм морська гармата Schneider                                                                                             | 1 × 100-мм морська гармата Schneider                                                                                             |
| Торпедно- мінне озброєння                                                           | 5 × 533-мм торпедних апаратів 10 торпед wz. 1924V 40 мін SM-5                                                                    | 5 × 533-мм торпедних апаратів 10 торпед wz. 1924V 40 мін SM-5                                                                    |
| ППО                                                                                 | 2 × 13,2-мм зенітні кулемети M1929                                                                                               | 2 × 13,2-мм зенітні кулемети M1929                                                                                               |

«Вілк» (пол. ORP Wilk) — польський військовий корабель, дизель-електричний підводний мінний загороджувач, головний у своєму типі, що входив до складу Військово-морських сил Польщі за часів Другої світової війни.
Підводний човен «Вілк» був закладений у 1927 році на верфі французької компанії Chantiers et Ateliers Augustin Normand у Гаврі. 12 квітня 1929 року він був спущений на воду. 31 жовтня 1931 року корабель уведений в експлуатацію.

## Історія служби
На момент німецького вторгнення до Польщі та початок Другої світової війни, «Вілк» під командуванням капітан-лейтенанта Богуслава Кравчика входив до підводних сил флоту Другої речі Посполитої. О 6:15 1 вересня 1939 року «Вілк» вирушив з морського порту в Оксиве, після чого отримав наказ патрулювати Гданську затоку за планом Ворека, забезпечуючи оборону польського узбережжя. 2 вересня німецький есмінець «Еріх Штайнбрінк» помітив його, але польський човен на зміг його атакувати, тому що сам піддався атаці німецьких тральщиків «М 4» і «М 7». Тральщики, атакуючи глибинними бомбами, пошкодили кораблю заслінку глушника та паливні баки (витік мазуту, ймовірно, наштовхнув німців на думку, що корабель затонув на глибині 60 м).
3 вересня «Вілк» встановив мінне поле. 4 і 5 вересня «Вілк» перебував під безперервними атаками глибинними бомбами і мав лежати на дні моря вдень, отримавши незначні пошкодження. Протягом наступних днів спроби атакувати вороже судно були безуспішними. Потім він покинув польське узбережжя, успішно пройшовши Данські протоки (Ересунн) 14/15 вересня, вийшов з Балтійського моря і 20 вересня прибув до Великої Британії. Лише «Ожелу» вдалося пізніше здійснити подвиг, прорвавшись з Балтики до Британських островів; інші три польські підводні човни «Сеп», «Збік» і «Рис» були інтерновані в нейтральній Швеції.
7 грудня 1939 року на одній з мін, закладених підводним човном у вересні, підірвався та затонув німецький рибальський човен MFK Pil 55 Heimat (13 GRT).
У лютому 1940 року «Вілк» був залучений до зіткненню в протоці Каттегат. За доповіддю командира польський підводний човен затопив німецький U-boot, пошкодив інший, а потім протягом тридцяти годин піддавався потужній атаці глибинними бомбами. Після бою сильно пошкоджений «Вілк» назад у Росайт.
Загалом «Вілк» здійснив дев'ять бойових походів з британських баз, але безуспішно, не потопивши жодного корабля противника. Останнє патрулювання було з 8 по 20 січня 1941 року, після чого підводний човен був переведений у категорію тренувального ПЧ. 2 квітня 1942 року через поганий технічний стан «Вілк» зняли з експлуатації і перевели до резерву.
28 вересня 1946 року польський уряд у вигнанні передав «Вілк» під британський контроль. Підводний човен залишався стояти в Гаріджі. Через поганий стан лише в жовтні 1952 року його відбуксували до Польщі, де згодом визнали непридатним до служби, списали з військово-морського флоту Польщі та здали на металобрухт у 1954 році.
Другий «Вілк», підводний човен проєкту 641, служив у ВМС Польщі з 1987 по 2003 рік.